# Port lotniczy Jurish Highway
Port lotniczy Jurish Highway (ang. Jurish Highway Strip) – port lotniczy zlokalizowany na Zachodnim Brzegu (Autonomia Palestyńska).